# Amegilla quadrifasciata
Amegilla quadrifasciata là một loài Hymenoptera trong họ Apidae. Loài này được de Villers mô tả khoa học năm 1789.

## Hình ảnh

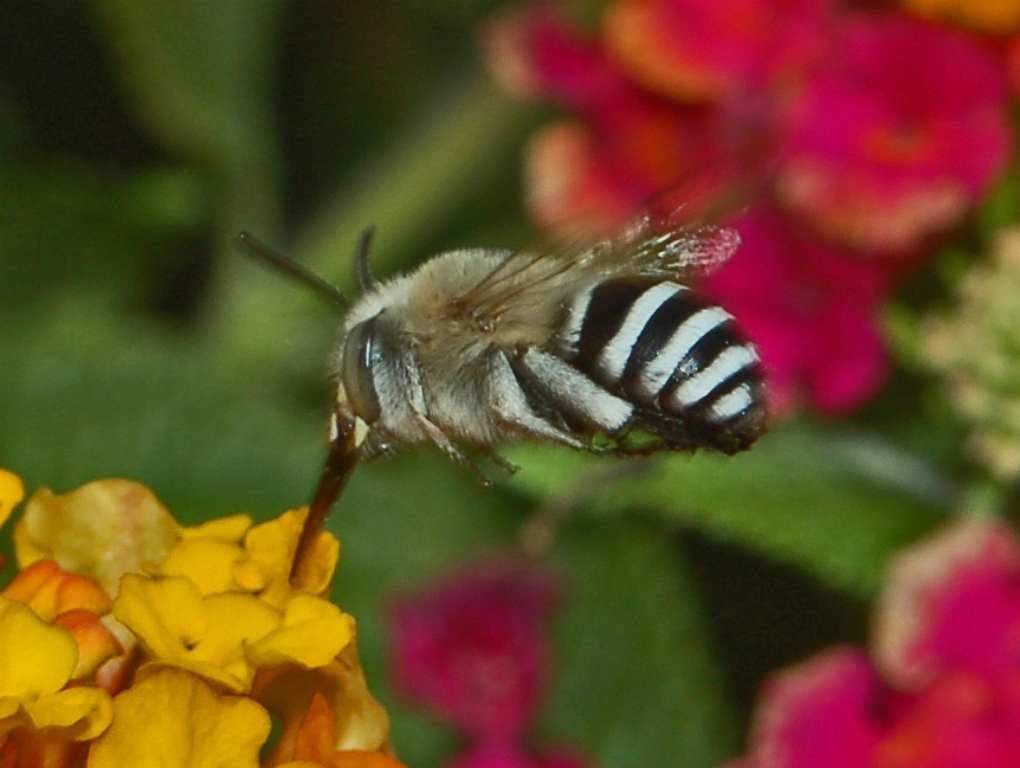
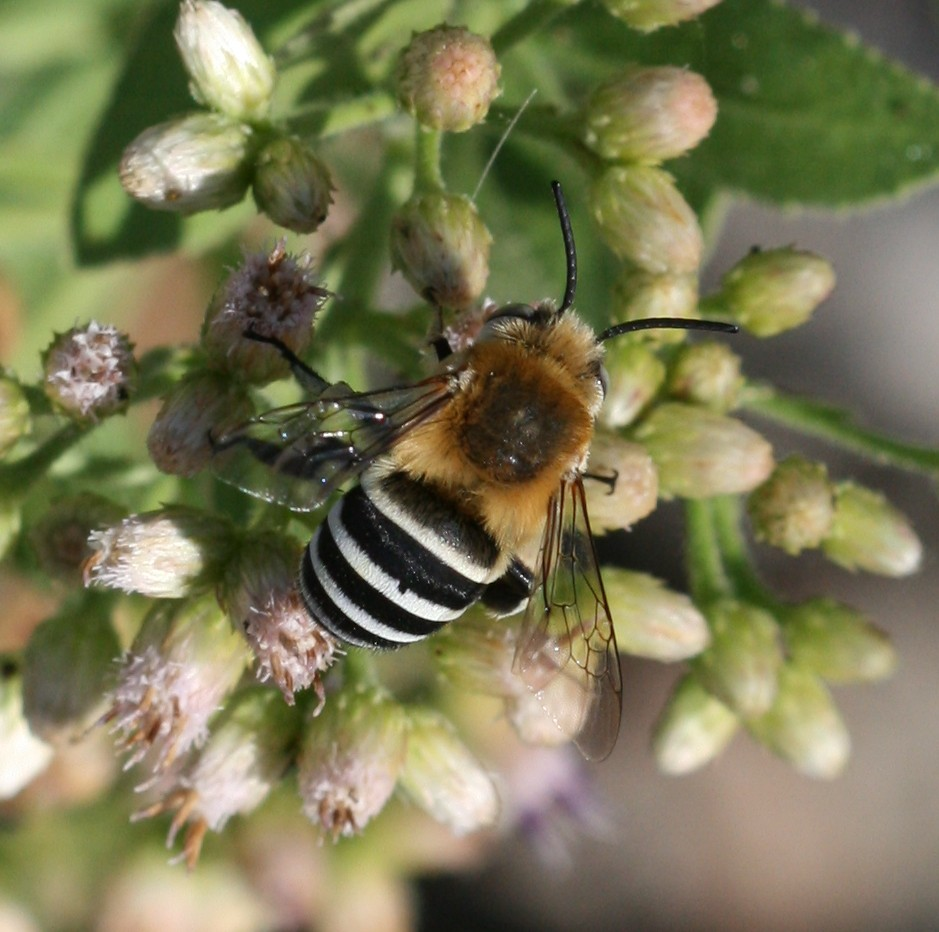